# Pseudoleskeella laxiramea
Pseudoleskeella laxiramea är en bladmossart som beskrevs av Brotherus 1925. Pseudoleskeella laxiramea ingår i släktet dvärgbågmossor, och familjen Leskeaceae. Inga underarter finns listade i Catalogue of Life.